# Henrik Rehnberg
Henrik Rehnberg, född 20 juli 1977, är en före detta ishockeyspelare. Han tvingades sluta med ishockeyn efter flera allvarliga hjärnskakningar. Han har även varit tränare för Färjestad BK:s damlag. 
Han blev efter det sportchef i Kungälvs IK, och därefter sportchef i Stenungsund Hockey. 

## Meriter
- Mottagare av Lill-Strimmas stipendium som bäste back i TV-Pucken 1992
- 188 Elitseriematcher
- 2 SM-guld (1996/1997 och 1997/1998)
- 135 AHL-matcher
- representerade Sverige i U18 World / Euro Championships samt U20 World Championships.